# می‌خواهمت، به تو نیاز دارم، دوستت دارم
"میخواهمت، به تو نیاز دارم، دوستت دارم "(به انگلیسی: I Want You, I Need You, I Love You)نام ترانه ایست با صدای الویس پریسلی و دومین تک ترانه این خواننده است که به مقام اول در چارت کانتری دست یافته‌است. همچنین این ترانه از میان ۱۰۰ آهنگ داغ بیلبورد مقام سوم را بدست آورده است. این ترانه در سال ۱۹۵۶ به صورت تک ترانه منشر گردید و روی دوم آن ترانه  محبوبم مرا ترک کرد قرار داشت. در آوریل ۱۹۵۶ مجله ورایتی از فروش میلیونی ششمین ترانه این خواننده به نامهتل دل‌شکستگان در استودیو آر سی ای خبر داد، بنابراین استیو شوارز سازنده ویکتور آر سی ای تصمیم گرفت تا هفتمین اثر این خواننده در شرکت آرسی ای ترانه‌ای قوی باشد. این ترانه توسط موریس مایسلز و ارا خوسلوف نوشته شده‌است.